# Treinta y Tres
Treinta y Tres je město v Uruguayi. Leží ve východní části země. Město je sídlem departementu Treinta y Tres. Je pojmenované po tzv. Třiatřiceti orientálcích (Treinta y Tres Orientales), což byla skupina uruguayských bojovníků za nezávislost. Při sčítání lidu v roce 2011 mělo město 25 476 obyvatel. Leží na severním břehu řeky Olimar. Od hlavního města Montevideo je vzdáleno přibližně 300 kilometrů severovýchodně.
Město bylo založeno v roce 1853. V roce 1884 se stalo sídlem departementu. Za město bylo prohlášeno v roce 1915. Okolí města je typickou zemědělskou oblastí. Hlavní ekonomickou složkou města i celé oblasti je chov skotu.